# Mary Beale
Mary Beale z domu Cradock (ur. 26 marca 1633, zm. 8 października 1699 w Londynie) – angielska malarka barokowa.
Urodziła się w Barrow w hrabstwie Suffolk, była córką purytańskiego duchownego Jana Cradocka. Jej matka Dorothy zmarła gdy Mary miała 10 lat. W wieku 18 lat poślubiła dalekiego kuzyna Karola Beale, kupca z Londynu. Małżeństwo miało troje dzieci, z których przeżyło dwoje.
Nauczyła się malować prawdopodobnie od Petera Lely, który był jej przyjacielem i mentorem. W połowie lat 50. XVII wieku była już profesjonalną artystką, jej mąż zrezygnował z własnej kariery, został sekretarzem i asystentem malarki. Artystka tworzyła przede wszystkim portrety, które w swoim czasie cieszyły się znaczną popularnością. Malowała początkowo członków własnej rodziny i przyjaciół, później uwieczniła wielu znanych duchownych m.in. Gilberta Burneta, Thomasa Flatmana i Edwarda Stillingfleeta. Po śmierci Petera Lely, którego prace często kopiowała, zainteresowanie jej twórczością spadło.
Mary Beale uważana jest za jedną z pierwszych kobiet, które w Anglii profesjonalnie zajmowały się malarstwem i odniosły sukces artystyczny. Największe zbiory jej prac znajdują się w National Portrait Gallery w Londynie.